# 宇都格
宇都 格（うと いたる、1984年5月20日 - ）は、鹿児島県いちき串木野市出身の元プロ野球選手（投手）である。現在はプロダーツプレイヤー、ダーツバーの経営者を務める。

## 来歴・人物

### 野球選手
高校では2年秋の県大会で準優勝。九州大会出場を果たしたが、準々決勝で長崎南山高に敗れセンバツ出場はならなかった。3年夏は県大会ベスト8に終わるが、長身から投げ下ろす、140km/h台後半の速球派として注目を集めた。
2002年のドラフト5位で近鉄に入団。新人年である2003年は二軍で6試合で防御率3.78とまずまずの成績を残すが翌2004年はイップス気味で制球難となり、7試合で防御率15.63と不調に終わる。2004年11月8日の選手分配ドラフトでオリックスへ移籍した。しかし、登板はしないまま2005年に戦力外通告を受け、わずか3年で現役を引退した。
印象に残る試合として1年目の2003年4月16日のウエスタン・リーグ、広島戦（藤井寺球場）を挙げている。初先発し、4回まで1失点に抑えるが初勝利目前の5回2死2塁の場面で交代された。そして1か月後の5月13日の中日戦（藤井寺）では5回2死でまたもピンチを招き、投手コーチがマウンドに来て交代かと思われたが、「リベンジしろ」と言われて続投、続く4番・高橋光信を三振に抑え、プロ初勝利を勝ち取った。高橋は一軍でも活躍した選手だったため、「あれには燃えましたね」と振り返っている。

### 引退後
プロ野球選手引退後は上京し、飲食店勤務を経て、ダーツバー経営会社に勤務。ソフトダーツ界で活躍している。2009年ダーツプロトーナメント「PERFECT」に参戦、デビュー戦を優勝で飾った。現在では自身の使用アイテムをモデルとした商品も販売されている。2013年3月、ダーツバー「飲ん兵衛GLOBE」のオーナーに就任した。

## 詳細情報

### 通算投手成績
- 一軍公式戦出場なし
- 二軍公式戦の通算成績は13試合、1勝2敗、防御率7.04。

### 背番号
- 52（2003年 - 2004年）
- 90（2005年）